# MoeA
MoeA è una proteina batterica coinvolta nella biosintesi del cofattore molibdeno. Partecipa insieme alla MogA all'ultimo passaggio della biosintesi che consiste nell'addizione di un atomo di molibdeno nella molibdopterina.
Mentre MogA facilita l'addizione del molibdeno attivando la MPT, formando l'intermedio MPT adenilato, MoeA media l'addizione del metallo a basse concentrazioni.
Nonostante l'insersione i molibdeno in MPT possa avvenire senza aiuto di proteine, in vitro per esempio si può ottenere ad alte concentrazioni di molibdato, MoeA così come MogA sono essenziali per le concentrazioni fisiologiche a cui si può trovare il molibdeno all'interno delle cellule.
Il monomero della MoeA è una molecola a forma di L allungata, con una lunghezza di circa 96  Å, ed è composto da quattro domini indipendenti. Il terzo dominio presenta una forte omologia con MogA, rivelando una provenienza genetica e una tasca per il legame di MPT comune. La forma funzionale della MoeA è il dimero di dimensioni 44 Å x 44 Å x 115 Å.
Negli eucarioti, una proteina simile alla MoeA è fusa insieme ad un'omologa di MogA in una singola catena polipeptitica. Nell'uomo questa proteina prende il nome di gefirina ed è la proteina coinvolta nell'insersione del molibdeno in MPT, infatti presenta omologia sia tra il suo dominio N-terminale e la MogA, che il suo dominio C-terminale con la MoeA. La gefirina è coinvolta nella biosintesi del Moco nei tessuti non nervosi, mentre si può trovare anche nei terminali postsinaptici dove è di cruciale importanza per l'addensamento dei recettori della glicina nel tessuto nervoso centrale.